# Вернон (Техас)
Вернон (англ. Vernon) — місто (англ. city) в США, адміністративний центр округу Вілбаргер у північній частині штату Техас. Населення — 10 078 осіб (2020).

## Географія
Вернон розташований за координатами 34°8′52″ пн. ш. 99°18′2″ зх. д. / 34.14778° пн. ш. 99.30056° зх. д. (34.147664, -99.300427).  За даними Бюро перепису населення США в 2010 році місто мало площу 20,47 км², з яких 20,45 км² — суходіл та 0,02 км² — водойми.

### Клімат
| Клімат міста Вернон     | Клімат міста Вернон | Клімат міста Вернон | Клімат міста Вернон | Клімат міста Вернон | Клімат міста Вернон | Клімат міста Вернон | Клімат міста Вернон | Клімат міста Вернон | Клімат міста Вернон | Клімат міста Вернон | Клімат міста Вернон | Клімат міста Вернон | Клімат міста Вернон |
| Показник                | Січ.                | Лют.                | Бер.                | Квіт.               | Трав.               | Черв.               | Лип.                | Серп.               | Вер.                | Жовт.               | Лист.               | Груд.               |                     |
| Абсолютний максимум, °C | 31                  | 34                  | 39                  | 39                  | 44                  | 48                  | 46                  | 48                  | 43                  | 41                  | 33                  | 32                  |                     |
| Середній максимум, °C   | 12                  | 14                  | 19                  | 24                  | 29                  | 33                  | 36                  | 36                  | 31                  | 26                  | 18                  | 12                  |                     |
| Середній мінімум, °C    | −2                  | 0                   | 4                   | 9                   | 16                  | 20                  | 22                  | 22                  | 17                  | 11                  | 4                   | −2                  |                     |
| Абсолютний мінімум, °C  | −24                 | −18                 | −16                 | −6                  | 2                   | 6                   | 13                  | 12                  | 1                   | −6                  | −11                 | −23                 |                     |
| Норма опадів, мм        | 29.7                | 37.1                | 56.1                | 57.2                | 84.8                | 107.7               | 53.1                | 61.7                | 80.0                | 70.9                | 42.2                | 30.7                |                     |
| ----------------------- | ------------------- | ------------------- | ------------------- | ------------------- | ------------------- | ------------------- | ------------------- | ------------------- | ------------------- | ------------------- | ------------------- | ------------------- | ------------------- |
| Джерело: weather.com    |                     |                     |                     |                     |                     |                     |                     |                     |                     |                     |                     |                     |                     |

## Демографія

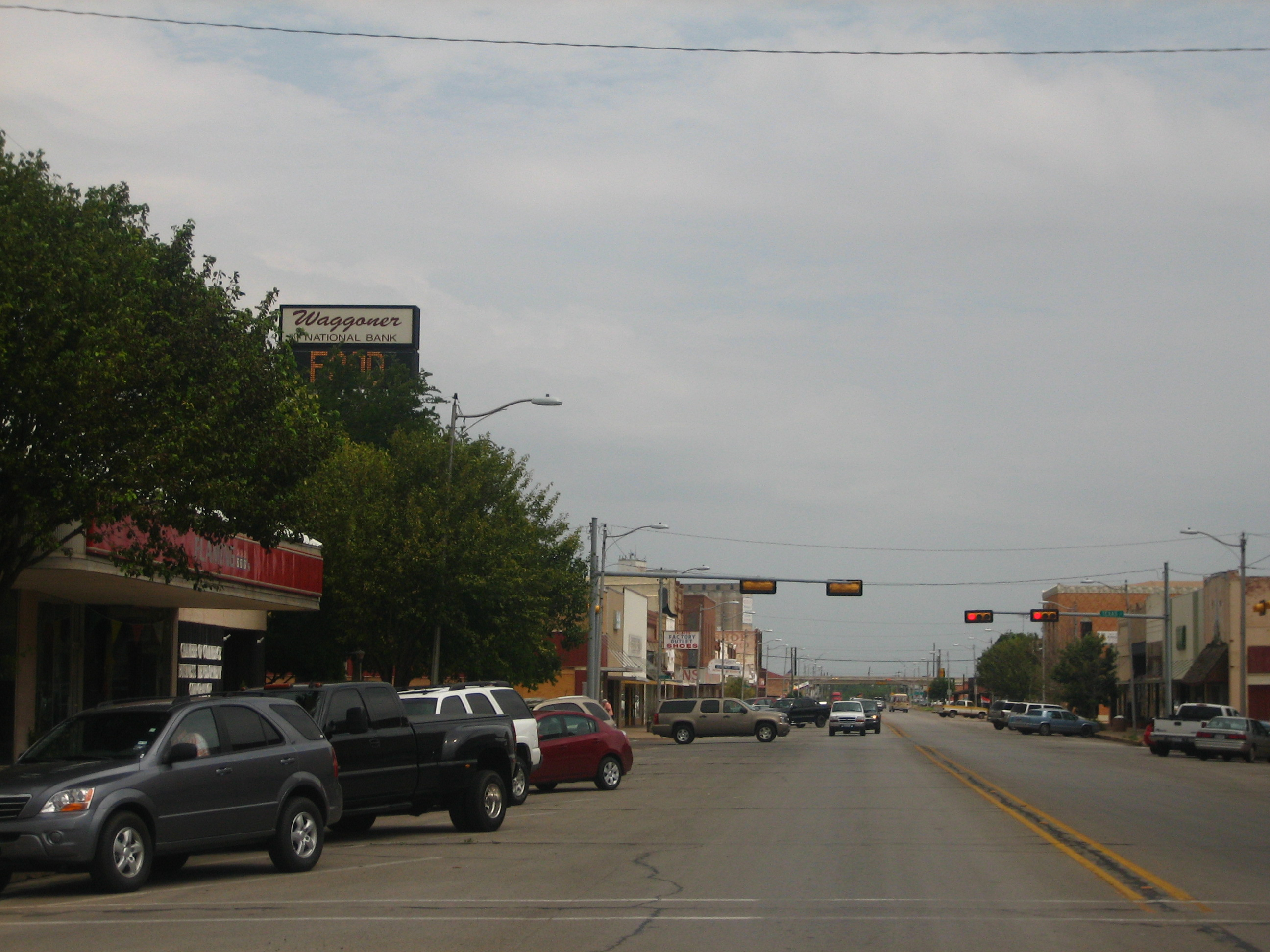
Центр міста Вернон

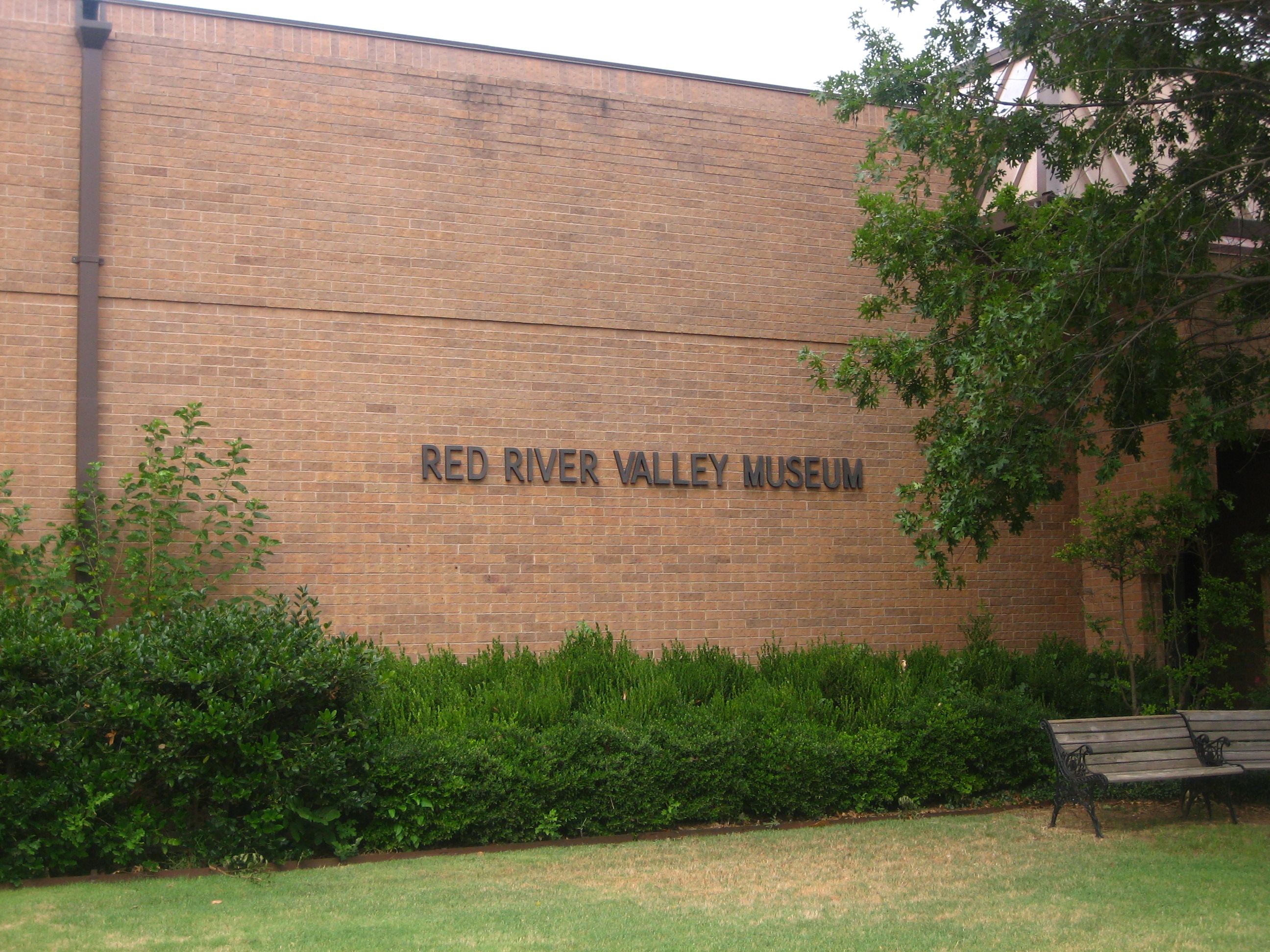
Музей Red River Valley, розташований на території коледжу Вернона

Згідно з переписом 2010 року, у місті мешкали 11 002 особи в 4290 домогосподарствах у складі 2743 родин. Густота населення становила 538 осіб/км².  Було 5120 помешкань (250/км²).
Расовий склад населення:
| - 75,7 % — білих - 9,4 % — чорних або афроамериканців - 1,1 % — корінних американців - 0,8 % — азіатів - 0,1 % — вихідців з тихоокеанських островів - 10,3 % — осіб інших рас |

До двох чи більше рас належало 2,6 %. Частка іспаномовних становила 28,4 % від усіх жителів.
За віковим діапазоном населення розподілялося таким чином: 26,1 % — особи молодші 18 років, 58,4 % — особи у віці 18—64 років, 15,5 % — особи у віці 65 років та старші. Медіана віку мешканця становила 36,7 року. На 100 осіб жіночої статі у місті припадало 96,7 чоловіків;  на 100 жінок у віці від 18 років та старших — 94,4 чоловіків також старших 18 років.
Середній дохід на одне домашнє господарство  становив 48 362 долари США (медіана — 39 353), а середній дохід на одну сім'ю — 55 409 доларів (медіана — 53 417). Медіана доходів становила 34 863 долари для чоловіків та 24 638 доларів для жінок. За межею бідності перебувало 19,9 % осіб, у тому числі 26,2 % дітей у віці до 18 років та 19,8 % осіб у віці 65 років та старших.
Цивільне працевлаштоване населення становило 4964 особи. Основні галузі зайнятості: освіта, охорона здоров'я та соціальна допомога — 33,5 %, роздрібна торгівля — 11,8 %, виробництво — 11,1 %.